# Cichlasoma tuyrense
Cichlasoma tuyrense är en fiskart som beskrevs av Meek och Hildebrand, 1913. Cichlasoma tuyrense ingår i släktet Cichlasoma och familjen Cichlidae. Inga underarter finns listade i Catalogue of Life.